# Martin Cummins
Pour les articles homonymes, voir Cummins (homonymie).
Martin Cummins, né le 28 novembre 1969 à Nord Delta en Colombie-Britannique, est un réalisateur, acteur, producteur exécutif et  scénariste canadien.

## Biographie

### Carrière
Il est connu entre autres pour son rôle de Nick Boyle dans la série Poltergeist : Les Aventuriers du surnaturel, et plus récemment, celui de Henry Gowen dans la série When Calls the Heart.
En 2017, il rejoint le casting de la première saison de Riverdale, une série adaptée des personnages de comics du célèbre éditeur Archie Comics, pour interpréter Shérif Tom Keller et père de Kevin Keller. La série est diffusée depuis le 26 janvier 2017 sur le réseau The CW et aussi sur Netflix.

### Vie privée
Il fut marié à l'actrice Brandy Ledford dont il divorça en 2004.
Il est marié à Christine Wallace depuis le 12 juillet 2013.

## Filmographie

### Cinéma
- 1989 : Vendredi 13, chapitre VIII : L'Ultime Retour : Wayne Webber
- 1994 : Cyberteens in Love : Kon
- 2000 : Love Come Down (en) : Matthew Carter
- 2000 : We All Fall Down : Kris
- 2002 : Appel au meurtre (Liberty Stands Still) : Russell Williams
- 2004 : Ice Men : Vaughn
- 2005 : Devour : Aiden Kater
- 2006 : 39: A Film by Carroll McKane : Caroll McKane
- 2008 :  Vice : Agent Arnaud
- 2014 : Down Here : Tim Brown
- 2016 : Hell in a Handbag : Père Michael

### Télévision
- 1990 : 21 Jump street - saison 5 épisode 23 : Nick Capelli
- 1993 : Highlander - saison 2 épisode 21 et 22 : Peter
- 1994 - 1995 : MANTIS : Paul Benton
- 1996 : Justice maternelle (téléfilm)
- 1996 - 1999 : Poltergeist : Les Aventuriers du surnaturel : Nick Boyle (saisons 1 à 4 - 87 épisodes)
- 1999 : Au-delà du réel : L'aventure continue - saison 5 épisode 22 : Marc Esterhaus
- 2000 : Au-delà du réel : L'aventure continue - saison 6 épisode 20 : Jack Burrell
- 2001 : Dark Angel : Ames White (saison 2 - 14 épisodes)
- 2001 : Ondes de choc - saison 1 épisode L'enfer du disco : Dante
- 2002 : Stargate SG-1 - saison 6 épisode 18 : Aden Corso
- 2002 : Smallville - saison 2 épisode 8 : Docteur Garner
- 2003 : Andromeda - saison 4 épisode 10 : Kulis Barra
- 2003 : Jake 2.0 - saison 1 épisode 6 : L'Homme Mystère
- 2003 : Smallville - saison 3 épisode 11 et 19 : Docteur Garner
- 2004 : La Famille Carver - saison 1 épisode 4, 5, 7 : Eric
- 2005 : Réunion : Destins brisés - saison 1 épisode 6 et 7 : Jack Terrance
- 2005 : Painkiller Jane : Sergeant Flynn
- 2006 : Disparu (Live Once, Die Twice) : Evan Lauker
- 2007-2008 : Kyle XY : Brian Taylor (14 épisodes)
- 2010 : Fringe : Joe Falls (1 épisode)
- 2010 : Shattered : Terry Rhodes (13 épisodes)
- 2010 : Écran de fumée (Sandra Brown's Smoke Screen) : Jay
- 2011 : V : Thomas (6 épisodes)
- 2011 : Sous l'emprise du pasteur : L'Histoire vraie de Mary Winkler (The Pastor's Wife) : Steve Farese Sr.
- 2012 : Panique sur Seattle (Seattle Superstorm) : Jacob Stinson
- 2012 : True Justice : Thomas Madison Snow (3 épisodes)
- 2012 : Eureka : Dekker (4 épisodes)
- 2012 : The Killing : Corey Petersen (1 épisode)
- 2015 : The Whispers : Président Winters (6 épisodes)
- 2015-2016 : Unreal : Brad (6 épisodes)
- 2017 : Les mystères d'Emma Fielding: le trésor oublié (téléfilm) : Tony Markham
- 2017 - 2023 : Riverdale : Shérif Keller (rôle récurrent - 44 épisodes)
- 2014 - 2018 : Le cœur a ses raisons : Henry Gowen (rôle récurrent - 68 épisodes)
- 2018 : Take Two, enquêtes en duo : Wes McManus (saison 1, épisode 10)
- 2020 : Away : Jack Willmore (2 épisodes)